# Шаріпов Геннадій Михайлович
Геннадій Михайлович Шаріпов (нар. 12 травня 1968) — радянський та український футболіст, нападник та півзахисник.

## Життєпис
Розпочинав кар'єру у команді другої радянської ліги «Стахановець» (Стаханов) — у 1985-1986 роках провів три матчі. У 1988 році зіграв три поєдинки за севастопольську «Чайку». Наступного року в складі МЦОП «Хімік» (Белореченск) провів 29 матчів. У 1990-1991 роках грав у другій нижчій лізі за «Авангард» (Курськ). У березні — травні 1993 року зіграв шість неповних матчів у чемпіонаті України за «Зорю-МАЛС» (Луганськ), потім грав за аматорські клуби з Лутугиного МАЛС і «Металург». Професіональну кар'єру завершив у сезоні 1994/95 років у складі команди третьої української ліги «Авангард-Індустрія» (Ровеньки).